# Igor Kovačević
Igor Kovačević (Novi Sad, 3 de novembro de 1988) é um jogador de polo aquático sérvio, naturalizado francês.

## Carreira
Kovačević integrou a Seleção Francesa de Polo Aquático que ficou em décimo primeiro lugar nos Jogos Olímpicos de 2016.